# Huracán Beta
El Huracán Beta extiende el número récord de la temporada de tormentas tropicales del Atlántico a 23 y es el primero en usar el nombre de Beta para un sistema tropical del Atlántico. Beta es el huracán número 13 de la temporada Atlántico 2005, rompiendo el récord de 1969 de 12 huracanes, además es el séptimo mayor huracán de la temporada. Adicionalmente, es la segunda tormenta con nombre de una letra griega, y es también el mayor  huracán (Categoría 3 o superior) con esta nomenclatura.
Afectó la cuenca caribeña de Nicaragua y Honduras, reportándose su ingreso a tierra en la localidad de la Barra del Río Grande, Región Autónoma del Atlántico Sur, Nicaragua. Debido a la proximidad de la tormenta a Centroamérica, varios países se pusieron en alerta y comenzaron a asignar suministros para un posible desastre. Se emitieron varias alertas y advertencias de huracán para la pequeña isla colombiana de Providencia, así como para las costas de Nicaragua y Honduras. Se estima que 150.000 personas fueron evacuadas de regiones peligrosas en Nicaragua y más de 125.000 más fueron evacuadas en Honduras.
Como tormenta tropical, Beta produjo fuertes lluvias sobre el norte de Panamá, que ascendieron a 3 pulgadas (76 mm), que causaron varios deslizamientos de tierra y tres muertes. El 29 de octubre, la tormenta pasó sobre la isla de Providencia, causó daños importantes a las estructuras e hirió a 30 personas. En Honduras y Nicaragua, más de 1000 estructuras fueron dañadas por la tormenta, cientos de las cuales fueron destruidas. Inicialmente se temía que diez personas murieran después de que su bote se fue a la deriva durante la tormenta. Sin embargo, una embarcación panameña rescató a los hombres después de estar a la deriva en el agua durante varias horas. Las lluvias en Honduras totalizaron 21,82 pulgadas (554 mm) y 6,39 pulgadas (162 mm) en Nicaragua. Seis personas murieron en Nicaragua como consecuencia de la tormenta y el costo de reparación de los daños superó los 300 millones de córdoba (US $ 14,5 millones). En general, Beta fue responsable de nueve muertes y más de $ 15.5 millones en daños en cuatro países.

## Historia meteorológica

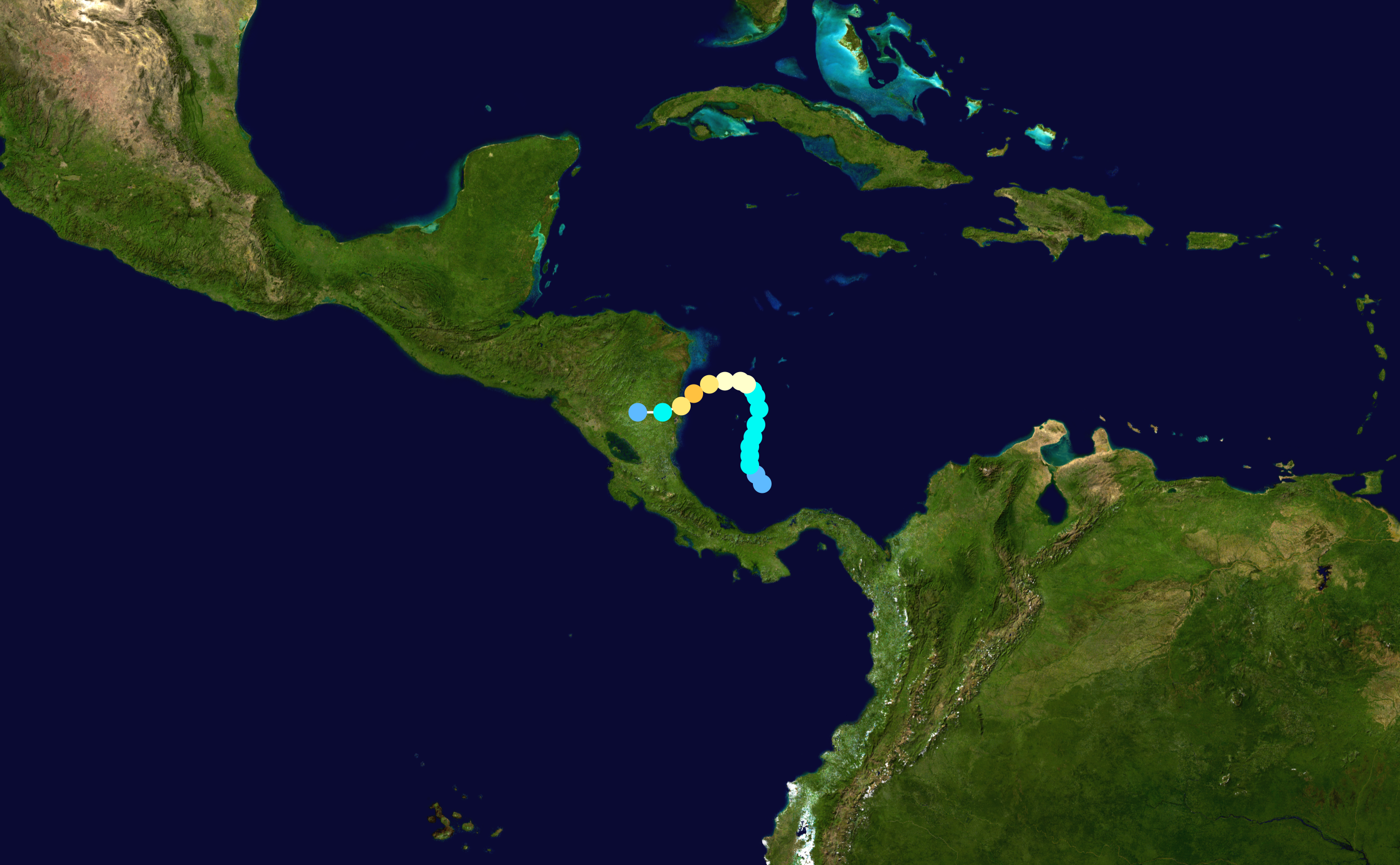
Mapa que traza la trayectoria y la intensidad del huracán, según la escala Saffir-Simpson

El 21 de octubre, una onda tropical que se desplazaba hacia el oeste entró en el Caribe. La onda desarrolló rápidamente una convección organizada, lo que indica que se había desarrollado una posible zona de baja presión a lo largo de la onda. El desarrollo continuo llevó a la formación de la depresión tropical veinticinco (que más tarde se llamaría Alfa). La ola continuó moviéndose hacia el oeste, produciendo una actividad mínima de lluvias y tormentas eléctricas. Una vez en el suroeste del Caribe, la ola se desaceleró y la convección se volvió a desarrollar gradualmente el 25 de octubre. Al día siguiente, con una organización continua, el Centro Nacional de Huracanes (NHC) declaró que podría desarrollarse una depresión tropical en los siguientes días. Alrededor de las 18:00 UTC, el NHC determinó que la Depresión Tropical Veintiséis se había desarrollado a unas 105 millas (170 km) al norte de la costa central de Panamá.
Ubicada dentro de un área de débil cizalladura vertical del viento y temperaturas cálidas de la superficie del mar, la depresión se intensificó. A las 06:00 UTC de la mañana siguiente, la depresión se convirtió en tormenta tropical y el NHC le dio el nombre de Beta. Beta se movía lentamente hacia el norte-noroeste en respuesta a una vaguada de onda corta en la troposfera media sobre el Golfo de México y la cordillera de la troposfera media al noreste de la tormenta. La convección profunda se desarrolló cerca del centro de circulación, lo que significa un sistema en desarrollo. Con condiciones favorables para el desarrollo, se pronosticó que Beta se intensificaría hasta convertirse en un huracán antes de tocar tierra en el centro de Nicaragua. Una pared del ojo se desarrolló rápidamente alrededor del centro de circulación, lo que impulsó una mayor intensificación. Con la formación de una pared del ojo y el tamaño compacto de la tormenta, se anticipó una rápida intensificación. A fines del 27 de octubre, los vientos máximos sostenidos alrededor del centro de Beta se estimaron en 60 mph (95 km / h). Un aumento en la cizalladura del viento provocó una alteración menor de la estructura de la tormenta, evitando brevemente el fortalecimiento.

## Preparaciones

### Panamá, Costa Rica y El Salvador
Aunque Panamá y Costa Rica no se encontraban en la ruta directa del huracán Beta, se emitieron advertencias de tormenta para los dos países el 27 de octubre debido a que eran posibles lluvias intensas, de hasta 20 pulgadas (508 mm), desde las bandas exteriores de Beta . La Oficina de Coordinación de Asuntos Humanitarios de Panamá alertó a funcionarios de Nicaragua, Honduras, Costa Rica, El Salvador y Guatemala sobre los posibles impactos de Beta. Funcionarios de defensa civil en El Salvador declararon una alerta preventiva debido a la posibilidad de deslizamientos de tierra provocados por la lluvia desde las bandas exteriores de Beta.

### Colombia
Temprano en la mañana del 27 de octubre, el Gobierno de Colombia emitió una alerta de tormenta tropical para las islas de San Andrés y Providencia. Horas más tarde, se emitió una alerta de huracán. A última hora de la mañana, ambos avisos fueron reemplazados por un aviso de huracán. La isla no tuvo mucho tiempo para prepararse para el huracán Beta, siendo golpeada solo tres días después de su formación. De sus 5000 residentes, todos se quedaron para capear la tormenta, pero unos 300 de ellos evacuaron casas de madera en la playa para refugiarse en el interior de las montañas de la isla con ladrillos más resistentes. La vecina isla de San Andrés inició una moratoria sobre todas las actividades al aire libre cuando las bandas exteriores de la tormenta llegaron a la isla el 29 de octubre. Las autoridades evacuaron a unas 700 personas, 500 turistas y 200 residentes de San Andrés a refugios temporales. El gobierno colombiano entregó a la isla 8 toneladas (7,2 toneladas) de alimentos y suministros de emergencia, incluidas 1,100 sábanas, 300 hamacas y 350 kits de cocina.

### Nicaragua
Inmediatamente después de la formación de la tormenta el 26 de octubre, el Gobierno de Nicaragua emitió una advertencia de tormenta tropical para toda su costa oriental. Al día siguiente, la advertencia de tormenta tropical se complementó con una alerta de huracán. El 29 de octubre, el presidente de Nicaragua, Enrique Bolaños, declaró máxima "alerta roja" para la costa oriental del país. A pesar de los esfuerzos del gobierno, sólo 10 000 personas fueron evacuadas de la costa del Caribe y la mayoría se aseguró en sus hogares. Sin embargo, el ejército nacional informó que 150.000 personas fueron evacuadas antes de la llegada de la tormenta. El gobierno colocó previamente alimentos, medicinas, ropa, suministros de emergencia y especialistas en rescate del ejército en las áreas más vulnerables para brindar ayuda inmediatamente después del paso de la tormenta. Las clases se cancelaron en todas las escuelas del país y las empresas experimentaron una creciente demanda de suministros para huracanes.
En la ciudad de Puerto Cabezas, con una población de 60.000 habitantes, los meteorólogos esperaban un impacto directo. Las autoridades locales anunciaron un toque de queda para evitar los saqueos. El gobierno también cortó la electricidad en toda la pequeña ciudad costera para evitar lesiones. Las evacuaciones fueron limitadas y los más vulnerables de la población resistieron la tormenta en refugios mal construidos. Para poder responder a una emergencia después de Beta, el gobierno de Nicaragua solicitó suministros de socorro para 41.866 familias que durarían 15 días. Estos suministros consistieron en 98,000 lb (44,452 kg) de cereales, 628,600 lb (285,128 kg) de frijoles, 628,600 lb (285,128 kg) de maíz, 125,7200 lb (57,025 kg) de arroz, 44,500 lb (20,184 kg) de azúcar., 171,600 lb (77,836 kg) de sal, 4,929 gal (18,658 L) de aceite de cocina, 324,900 lb (147,372 kg) de leche y 21,264 mantas.

### Honduras
El 29 de octubre, el presidente de Honduras, Ricardo Maduro, declaró el estado de emergencia nacional, ya que se pronosticaba que Beta provocaría fuertes lluvias de hasta 12 pulgadas (300 mm). Tres departamentos, Gracias a Dios, Colón, Olancho y El Paraíso, fueron puestos bajo Alerta Roja y se establecieron evacuaciones obligatorias. Los departamentos de Atlántida, Yoro, Comayagua, Francisco Morazán y Choluteca fueron colocados bajo Alerta Amarilla y una Alerta Verde para el resto del país. La Agencia Local para el Manejo de Emergencias abrió sus oficinas regionales y municipales para realizar actividades preparativas. Se creó una red de radio de emergencia para alertar al público de cualquier emergencia. El gobierno designó varias escuelas públicas como refugios para la población afectada. En el departamento de Francisco Morazán, el Comité Municipal de Emergencias de Tegucigalpa abrió 73 albergues. Se llevó a cabo una limpieza exhaustiva y eliminación de basura, especialmente alrededor de arroyos, ríos y alcantarillas. Las Fuerzas Armadas Nacionales se ubicaron en áreas estratégicas y estuvieron en alerta para operaciones de búsqueda y rescate una vez que pasó la tormenta. Se informó de la disponibilidad de alrededor de 3.306 toneladas (3000 toneladas) de alimentos y se suspendieron los viajes locales en el país. En Tegucigalpa, el comité de emergencia pidió la evacuación de 125.000 personas de las zonas más vulnerables de la capital. Aproximadamente otras 8.000 personas fueron evacuadas de 50 comunidades a lo largo de la frontera con Nicaragua debido a la amenaza de inundaciones  Se implementó una alerta de huracán para las áreas al norte de la frontera con Nicaragua, pero se canceló el 30 de octubre después de que Beta girara hacia el sureste.

## Impacto

### Panamá
Las fuertes lluvias de las bandas exteriores del huracán Beta, que ascendieron a 3 pulgadas (76 mm), provocaron inundaciones y deslizamientos de tierra en Panamá. Al menos 256 personas resultaron afectadas por la tormenta y 52 viviendas resultaron dañadas; sin embargo, se desconoce el costo de los daños. Se inundaron al menos 50 hectáreas (124 acres) de campos de arroz en todo el país. Una persona, una niña, murió después de que el barco en el que viajaba se hundiera en medio del mar embravecido. Sus padres escaparon del barco que se hundía. Otras dos personas se ahogaron luego de ser arrastradas por el crecido río Chagres y otras dos fueron reportadas como desaparecidas.

### Isla de Providencia
El huracán Beta llegó a la isla de Providencia el 29 de octubre de 2005. Las precipitaciones de la tormenta se estimaron en más de 12 pulgadas (304 mm). Los techos resultaron dañados en toda la isla, y la torre de comunicaciones principal de la isla fue derribada. Un total de 1.660 viviendas fueron dañadas por la tormenta en toda la isla, dejando 1,4 millones de pesos colombianos (COP 2005; 681 dólares estadounidenses) en costos de reparación. Esto interrumpió el servicio de telefonía fija y, como la isla no cuenta con servicio de telefonía celular, provocó el cese total de las comunicaciones con el continente. La llegada de Beta a la isla fue acompañada por una marejada ciclónica de siete pies, que dañó playas, casas costeras y carreteras, y arrasó una pasarela turística. Los arrecifes de coral alrededor de la isla estaban, en su mayor parte, intactos, ya que solo el 1 por ciento del coral sufrió daños menores. También se encontraron efectos menores alrededor de áreas de pastos marinos. Las playas de toda la isla perdieron un promedio de 9,8 pies (3 m) de arena debido a la erosión. Treinta personas resultaron heridas  y 913 familias, un total de 3.074 personas, resultaron afectadas durante el paso del huracán Beta sobre la isla.

### Nicaragua
Las fuertes lluvias del huracán Beta, que ascendieron a 6,39 pulgadas (162 mm), y los fuertes vientos causaron grandes daños a la propiedad en Nicaragua. Se confirmó que Beta había asesinado a seis personas en Nicaragua, una de las cuales fue causada por un infarto. Inicialmente se temió que otros diez, que figuraban como desaparecidos, murieran cuando su embarcación desapareció durante la tormenta, pero luego fueron rescatados por una embarcación panameña tras haber estado a la deriva en las aguas durante varias horas. En todo el país se destruyeron un total de 376 letrinas, 215 viviendas, dos escuelas, dos centros infantiles comunitarios, dos tanques de agua comunitarios y cinco paneles solares. Otras 852 viviendas, 21 escuelas y tres centros de salud sufrieron daños. El costo de reparación de los daños causados por el huracán se estimó en 2,1 millones de dólares (2006 USD). Un total de 2.668 personas se quedaron sin hogar como resultado de la tormenta.
Dos comunidades de Miskitos, con una población total de 3200, quedaron aisladas durante la tormenta. Casi el 80 por ciento de las casas en cuatro comunidades a lo largo de la costa caribeña cerca de Bluefields fueron destruidas por la tormenta. Los fuertes vientos de Beta nivelaron 1.200.000 acres (4.900 km²) de tierra boscosa.  Los daños agrícolas provocados por la tormenta en Nicaragua ascendieron a 67 millones de córdoba (4 millones de dólares estadounidenses). Los daños estructurales ascendieron a 35 millones de córdoba (1,6 millones de dólares estadounidenses). Los daños en las carreteras de todo el país dejaron más de 20 millones de córdoba (US $ 979.000) en daños. En alta mar, el daño a las algas, manglares y otras formas de vida acuática fue severo. Cientos de peces muertos aparecieron a lo largo de la costa en los días posteriores a Beta.,

### Honduras
Las lluvias torrenciales, que alcanzaron un máximo de 554 mm (21,82 pulgadas), provocaron numerosos deslizamientos de tierra que aislaron a varias comunidades. Se produjeron daños generalizados en las estructuras y se arrancaron numerosos techos. Letreros, árboles, postes de luz y postes telefónicos fueron derribados por el viento. Cuatro ríos se desbordaron y las comunicaciones se interrumpieron en áreas cercanas a la frontera con Nicaragua. Se estima que 60.483 personas se vieron afectadas por la tormenta en el país. Un total de 954 viviendas y 11 puentes fueron destruidos, mientras que otras 237 viviendas, 30 carreteras, 30 puentes y 66 sistemas de agua potable resultaron dañados. Se destruyó un total de 7.692,1 acres (3.112,9 ha) de tierras agrícolas. Al menos 11 000 personas quedaron varadas por la tormenta. En todo el país, los daños se estimaron en 170 millones de lempiras (US $ 9 millones)